# Forschungs- und Entwicklungskosten
Forschungs- und Entwicklungskosten (auch verkürzend Forschungskosten, Entwicklungskosten; englisch Research & development costs, R&D) sind im Rechnungswesen diejenigen Kosten, die durch betriebliche Forschung und Entwicklung bei der Produktentwicklung entstehen.

## Allgemeines
Forschung und Entwicklung ist dem OECD-Frascati Manual zufolge charakterisiert als „alle schöpferischen Arbeiten, welche in einer systematischen Art und Weise unternommen werden, um das Wissen zu vertiefen oder neue Erkenntnisse zu erlangen“. In diesem Sinne findet Forschung und Entwicklung in forschenden Unternehmen statt. Dabei verursacht jede der betrieblichen Grundfunktionen Beschaffung, Produktion, Finanzierung und Vertrieb Kosten. Die aus Forschung und Entwicklung resultierende Kostenart Forschungs- und Entwicklungskosten (F&E-Kosten) erhöht den Wert der Produkte und gehört deshalb zu den Produktionskosten. Bei Unternehmen mit hohem F&E-Anteil lohnt sich die Bildung einer separaten Kostenstelle, der die angefallenen F&E-Kosten zugeordnet werden. In Fachliteratur und Praxis werden die Funktionen Forschung und Entwicklung oft zusammenhängend betrachtet, doch sind beide Funktionen in der Betriebswirtschaftslehre und im Bilanzrecht voneinander zu unterscheiden.

## Arten
Folgende betrieblichen Teilsegmente verursachen F&E-Kosten:
- Betriebliche Forschung (englisch Research) ist die systematische Suche nach neuen, im Unternehmen nutzbaren Produktionsverfahren und neuen Technologien. Sie ist sehr risikobehaftet, weil sie Kosten auslöst, die möglicherweise nicht zu marktreifen Produkten beitragen.
  - Die Grundlagenforschung (englisch Basic research) sucht nach neuen Erkenntnissen, ihr wirtschaftlicher Nutzen ist für ein Unternehmen jedoch ungewiss.[2] Sie ist mittel- bis langfristig ausgelegt und strebt keine Anwendung oder Umsetzung an.
  - Die angewandte Forschung (auch Zweckforschung; englisch Applied research) verfolgt hingegen eine zielgerichtete wirtschaftliche Nutzung und ist auf praktische Anwendung oder Umsetzung ausgerichtet, wobei sie verbraucherbezogene Probleme lösen soll.
- Die Produktentwicklung (englisch Product development) sucht durch Konstruieren und Vorentwicklung nach der Erschaffung neuer Produkte oder verbessert bestehende Produkte. Ein erzielbarer wirtschaftlicher Nutzen ist hier hochwahrscheinlich.[3]
  - In der Endstufe der Neuentwicklung handelt es sich um vermarktungsfähige Produkte/Dienstleistungen, die am Markt absolut oder relativ neu sind.
  - Eine Weiterentwicklung liegt vor, wenn bereits bestehende Produkte oder Dienstleistungen technisch oder wirtschaftlich verbessert werden.
- Die experimentelle Entwicklung (englisch Experimental development) besteht aus systematischen Arbeiten, welche die Erkenntnisse aus Forschung und Praxis im Hinblick auf die Herstellung neuer Materialien, Produkte oder Verfahren nutzen. Ziel ist in der Regel die Entwicklung neuer Produktionsprozesse, Produktionsverfahren oder Dienstleistungssysteme bzw. die erhebliche Verbesserung bestehender Verfahren.

Die Finanzwirtschaft hat den Kapitalbedarf für Investitionen in F&E-Sachanlagen, Betriebsmittel und Personal bereitzustellen. Diese verursachen die Kostenarten Abschreibungen, Material-, Wartungs- und Reparaturkosten und Personalkosten.

## Betriebswirtschaftliche Aspekte und Kennzahlen
In den frühen F&E-Phasen der Produktentwicklung besteht nur eine sehr unvollkommene Kenntnis der späteren Kostenwirkung. In Mehrproduktunternehmen können anfallende F&E-Kosten nur teilweise einem bestimmten Produkt zugeordnet werden und sind dann Einzelkosten oder Sondereinzelkosten der Fertigung (etwa die Kosten für die Weiterentwicklung eines bestehenden Produkts), während der überwiegende Rest (insbesondere Grundlagenforschung) zu den Gemeinkosten gehört.
Die betriebswirtschaftliche Kennzahl der F&E-Intensität (Forschungsintensität) misst die Innovationsfreudigkeit von Unternehmen:
{\displaystyle {\text{Forschungsintensität}}={\frac {\text{Forschungs- und Entwicklungskosten}}{\text{Umsatzerlöse}}}}
Je höher der Anteil der F&E-Kosten an den Gesamtkosten oder Umsatzerlösen eines Unternehmens ausfällt, umso forschungsintensiver und innovationsfreudiger ist es einzustufen. Forschungsintensive Unternehmen der Spitzentechnologie weisen eine F&E-Intensität von mehr als 7 % auf, Branchen der „gehobenen Technologien“ zwischen 2,5 % und 7 %. Zur ersten Kategorie gehören insbesondere Pharmaunternehmen, Elektronikindustrie, Rundfunk- und Nachrichtentechnik, Flugzeugbau oder Waffentechnik, zur letzteren zählen Automobilindustrie, Maschinenbau, Werkzeugmaschinenbau, Medizin-, Mess- und Steuerungstechnik. Die übrigen Wirtschaftszweige rechnet man zu Low-Tech.
Da die F&E-Kosten die Entwicklung künftiger oder die Verbesserung bestehender Produkte betreffen, sind sie für das Product-cycle-Management eines Unternehmens von entscheidender Bedeutung. Die entstandenen F&E-Kosten müssen zwar durch den Cashflow aus bestehender Produktion vorfinanziert werden, doch muss letztlich der aus neuen/weiterentwickelten Produkten zu erwartende Cashflow für die Amortisation der von diesen Produkten verursachten F&E-Kosten herangezogen werden. Deshalb werden die F&E-Kosten Bestandteil der Selbstkosten- und Preiskalkulation dieser Produkte. Die Zeitdauer, während der das neue Produkt auf dem Markt für Umsatz sorgt, heißt auch Pay-Back-Periode, weil während dieser Zeit der aus dem Umsatzprozess resultierende Cashflow den Rückfluss der F&E-Kosten gewährleistet:
{\displaystyle {\text{Amortisationszeit}}={\frac {\text{Forschungs- und Entwicklungskosten}}{\text{Umsatzerlöse des Neuprodukts}}}\quad {\text{in Jahren}}}
Bei allen Unternehmen mit patentierten Produkten (insbesondere Pharmaunternehmen) ist die Pay-Back-Periode weitgehend auf die Patentschutzdauer begrenzt. Damit wird es ihnen ermöglicht, einen monopolistischen Preis zu realisieren und nicht nur eine Kompensation für die F&E-Kosten der Erfindung, sondern auch einen Gewinn zu erzielen. Nach Ablauf der Schutzfrist dürfen auch Konkurrenten das Produkt auf den Markt bringen (Generika im Pharmabereich), die – wegen fehlendem F&E-Aufwand – preisgünstiger anbieten können.
F&E-Kosten unterliegen solange einer Kapitalbindung, bis sie aus dem Umsatzprozess des neuen Produkts zurückgeflossen sind. Verzögerungen bei der Marktreife oder Überschreitungen des F&E-Kostenbudgets tragen zu erheblichen Gewinneinbußen bei und verlängern die Pay-Back-Periode. Während die übrigen Kostenarten den vergangenen Werteverzehr repräsentieren, bedeuten F&E-Kosten eine Investition in die Zukunft. Die Gewinne, die ein Unternehmen durch Produktinnovationen erzielen kann, heißen Pioniergewinne.

## Bilanzierung

### Rechnungslegung nach Handelsgesetzbuch
Nach § 255 Abs. 2 Satz 4 HGB besteht für Forschungs- und Vertriebskosten in der Bilanz ein Aktivierungsverbot bei den Herstellungskosten. In § 255 Abs. 2a HGB sind Legaldefinitionen für die Begriffe Forschung und Entwicklung enthalten. Danach ist Forschung „die eigenständige und planmäßige Suche nach neuen wissenschaftlichen oder technischen Erkenntnissen oder Erfahrungen allgemeiner Art, über deren technische Verwertbarkeit und wirtschaftliche Erfolgsaussichten grundsätzlich keine Aussagen gemacht werden können“ und Entwicklung „die Anwendung von Forschungsergebnissen oder von anderem Wissen für die Neuentwicklung von Gütern oder Verfahren oder die Weiterentwicklung von Gütern oder Verfahren mittels wesentlicher Änderungen“. Hieraus ergibt sich, dass den Forschungskosten (auch) vom Gesetz her Produktferne zugeschrieben wird, die für das Aktivierungsverbot verantwortlich ist. Sofern Forschung und Entwicklung verlässlich voneinander unterschieden werden können, ist hingegen eine Aktivierung der Entwicklungskosten möglich, Forschungskosten sind regelmäßig als Aufwand zu erfassen (§ 255 Abs. 2a Satz 1 HGB). Dem entsprechen IAS 38.52 ff. und 38.7, wonach die Forschungskosten nicht aktiviert werden dürfen (IAS 38.54 f.). Führen jedoch Entwicklungskosten zu marktreifen Produkten, sind sie von anderen Entwicklungskosten abgrenzbar und generieren künftige Zahlungsüberschüsse, müssen sie aktiviert werden (IAS 38.57). Das geschieht in der Bilanzposition immaterielle Vermögensgegenstände. In § 275 Abs. 2 und Abs. 3 HGB ist in der Gewinn- und Verlustrechnung weder beim Gesamtkosten- noch beim Umsatzkostenverfahren ein gesonderter Ausweis der F&E-Kosten vorgesehen. Deshalb wird das der F&E dienende Material und Personal in die Materialkosten und den Personalaufwand, der verbleibende Rest nach § 275 Abs. 2 Nr. 8 HGB in die „sonstigen betrieblichen Aufwendungen“ einbezogen.

### Schweiz
Das am 1. Januar 2013 in Kraft getretene neue Rechnungslegungsrecht enthält keine konkreten Vorgaben zur Bilanzierung von Forschungs- und Entwicklungskosten. Das Schrifttum schlägt vor, gestützt auf die in Art. 959 OR enthaltenen Bilanzansatzkriterien in Verbindung mit den Normen zur Bewertung (Art. 960 ff. OR) Forschungskosten als Aufwände zu erfassen und Entwicklungskosten zu aktivieren, sofern es genügend wahrscheinlich ist, dass aus den in Übereinstimmung mit Art. 959 Abs. 2 OR aktivierten Entwicklungskosten in Zukunft Geldzuflüsse resultieren. Die vorgeschlagenen Bilanzierungsregeln orientieren sich nach den IFRS.

### Österreich
In Österreich besteht nach § 197 Abs. 2 UGB ein Aktivierungsverbot für immaterielle Gegenstände des Anlagevermögens, die nicht entgeltlich erworben wurden. Das hat zur Folge, dass Forschungs- und Entwicklungskosten als Personalkosten oder Materialaufwand in der Gewinn- und Verlustrechnung zu verbuchen sind, sobald sie anfallen. Hierdurch weisen österreichische Unternehmen gegenüber deutschen eine tendenziell schlechtere Ertragslage aus.